# Phare de Barrettinelli di Fuori
Le phare de Barrettinelli di Fuori (Italien :Faro di Barrettinelli di Fuori) est un phare situé sur l'île de Barrettinelli di Fuori, de l'archipel de La Maddalena, en mer Tyrrhénienne, dans la province d'Olbia-Tempio (Sardaigne), en Italie.

## Histoire
Le premier phare a été construit par la Regia Marina en 1936. Il a été détruit pendant la Seconde Guerre mondiale. Un 1960 une tour à claire-voie de 10 mètres de haut. L'année suivante a été remplacé par le phare actuel. Le phare est entièrement automatisé et géré par la Marina Militare. Il a été alimenté à l'énergie solaire en 1985. Il se trouve dans le parc national de l'archipel de La Maddalena.

## Description
Le phare  se compose d'une tour cylindrique en maçonnerie de 12 m de haut, avec galerie et lanterne. Elle est peinte en noir avec une bande rouge centrale horizontale. Il émet, à une hauteur focale de 22 m, deux éclats blancs toutes les 10 secondes. Sa portée est de 11 milles nautiques (environ 20 km).
Identifiant : ARLHS : SAR026 ; EF-1010 - Amirauté : E0946 - NGA : 8192 .

## Caractéristique dufeu maritime
Fréquence : 10 secondes (W)
- Lumière : 1 seconde
- Obscurité : 1.5 secondes
- Lumière : 1 seconde
- Obscurité : 6.5 secondes

|          |
| Le phare |

|          |
| Le phare |

### Lien connexe
- Liste des phares de la Sardaigne